# 대한민국 민법 제1053조
대한민국 민법 제1053조는 상속인 없는 재산의 관리인에 대한 대한민국 민법 조문이다.

## 조문
제1053조 (상속인없는 재산의 관리인): ①상속인의 존부가 분명하지 아니한 때에는 법원은 제777조의 규정에 의한 피상속인의 친족 기타 이해관계인 또는 검사의 청구에 의하여 상속재산관리인을 선임하고 지체없이 이를 공고하여야 한다.<개정 1990. 1. 13.>
②제24조 내지 제26조의 규정은 전항의 재산관리인에 준용한다.

## 판례
- 서울중앙지방법원 2023. 3. 14. 선고 2021가단21812 판결
- 대전지방법원 홍성지원 2023. 2. 3. 선고 2021가단34889 판결
- 서울중앙지방법원 2023. 2. 2. 선고 2022나8770 판결
- 수원지방법원 성남지원 2023. 1. 12. 선고 2021고합34 판결